# Mórágy, Tolna
Mórágy  este un sat în districtul Bonyhád, județul Tolna, Ungaria, având o populație de 807 locuitori (2011). 

## Demografie
Componența etnică a satului Mórágy
     Maghiari (84,06%)
     Germani (9,34%)
     Romi (6,1%)
     Necunoscut (0,5%)
     Alții (0,5%)
Componența confesională a satului Mórágy
     Romano-catolici (35,81%)
     Fără religie (23,05%)
     Reformați (12,76%)
     Necunoscută (27,51%)
     Luterani (0,87%)
     Alte religii (0,74%)
Conform recensământului din 2011, satul Mórágy avea 807 locuitori. Din punct de vedere etnic, majoritatea locuitorilor (84,06%) erau maghiari, existând și minorități de germani (9,34%) și romi (6,1%). Apartenența etnică nu este cunoscută în cazul a 0,5% din locuitori. Nu există o religie majoritară, locuitorii fiind romano-catolici (35,81%), persoane fără religie (23,05%) și reformați (12,76%). Pentru 27,51% din locuitori nu este cunoscută apartenența confesională.